# Гавришовка (Винницкий район)
Гавришо́вка (укр. Гавришівка) — село в Винницком районе Винницкой области Украины.
Код КОАТУУ — 0520681203. Население по переписи 2001 года составляет 1712 человек. Почтовый индекс — 23202. Телефонный код — 432.
Занимает площадь 2,729 км².

## История
Была центром волости Винницкого уезда. Являлась государственным селом в 12 верстах от уездного центра. Через село проходил ручей (сейчас на нем созданы искусственные озера).
В 1885-м — 946 человек, имелось 103 домохозяйства, православная церковь Святого Иоанна Богослова (сохранилась) 1878 года постройки. Возведена на каменном фундаменте на месте более старого (1744 года) и тоже деревянного храма. Также в селе была школа, постоялый дом, лавка. В 8-ми верстах от села — паровая мельница..
В дальнейшем в состав села вошло соседнее (бывшее хозяйское) село Телепеньки. В Телепеньках по информации на 1885 год жил 731 житель, имелось 84 домохозяйства, православная церковь 1789 года на каменном фундаменте (не сохранилась), католическая часовня 1748 года (сохранилась) и постоялый дом..

## Религия
В селе действует храм Апостола и Евангелиста Иоанна Богослова Винницкого районного благочиния Винницкой епархии Украинской православной церкви.

## Адрес местного совета
23202, Винницкая область, Винницкий р-н, с.Гавришовка, ул.Гагарина, 16, тел. 58-85-10

## Аэродром
В 1 км от села находится винницкий аэропорт.